# S/S Warpen
S/S Warpen är en svensk ångbåt med hemmahamn i Bollnäs.
S/S Warpen byggdes 1873 och har använts bland annat som bogserbåt i Siljan. Hon köptes, som S/S Norsbro, av nuvarande ägare i Leksand 1993 och hade premiärtur i sjön Varpen som S/S Warpen med ny överbyggnad 1994.
S/S Warpen trafikerar vattnen kring Bollnäs under sommarsäsongen.

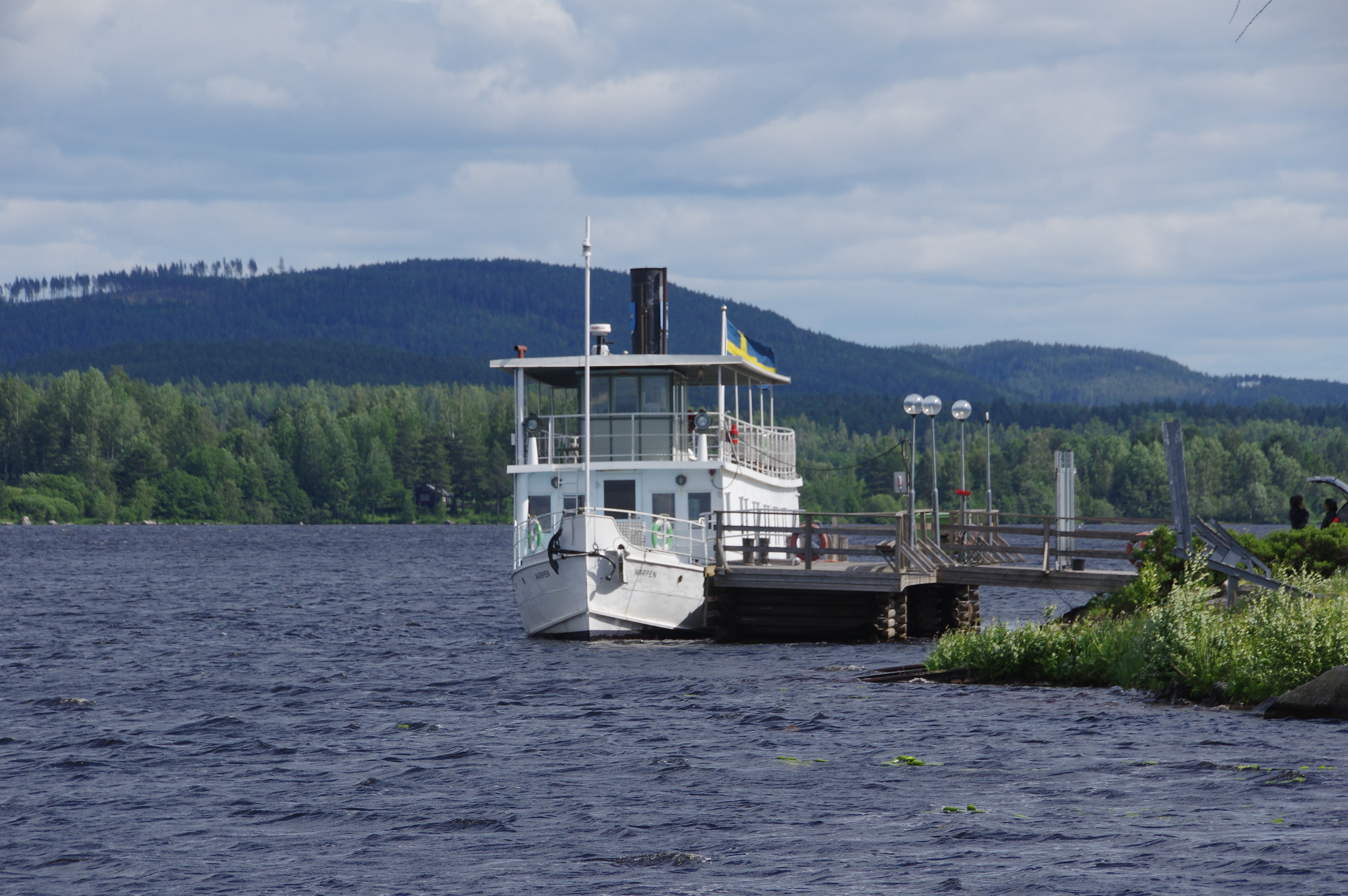
S/S Warpen, 2019.